# Riksväg 706
Riksväg 706 (norska: Riksvei 706) är en riksväg i Trondheims kommun i Trøndelag fylke i mellersta Norge som går mellan Europaväg 6 vid Kroppan i södra Trondheim och Europaväg 6 vid Rotvoll i östra Trondheim. Vägen är 18,4 kilometer lång och asfalterad. Den passerar bland annat genom Ila och Brattøra i norra Trondheim.

## Anslutningar
Riksväg 706 ansluter till:
- Europaväg 6 (vid Kroppan)
- Fylkesväg 715 (vid Ila)
- Europaväg 6 (vid Rotvoll)